# Łacinka

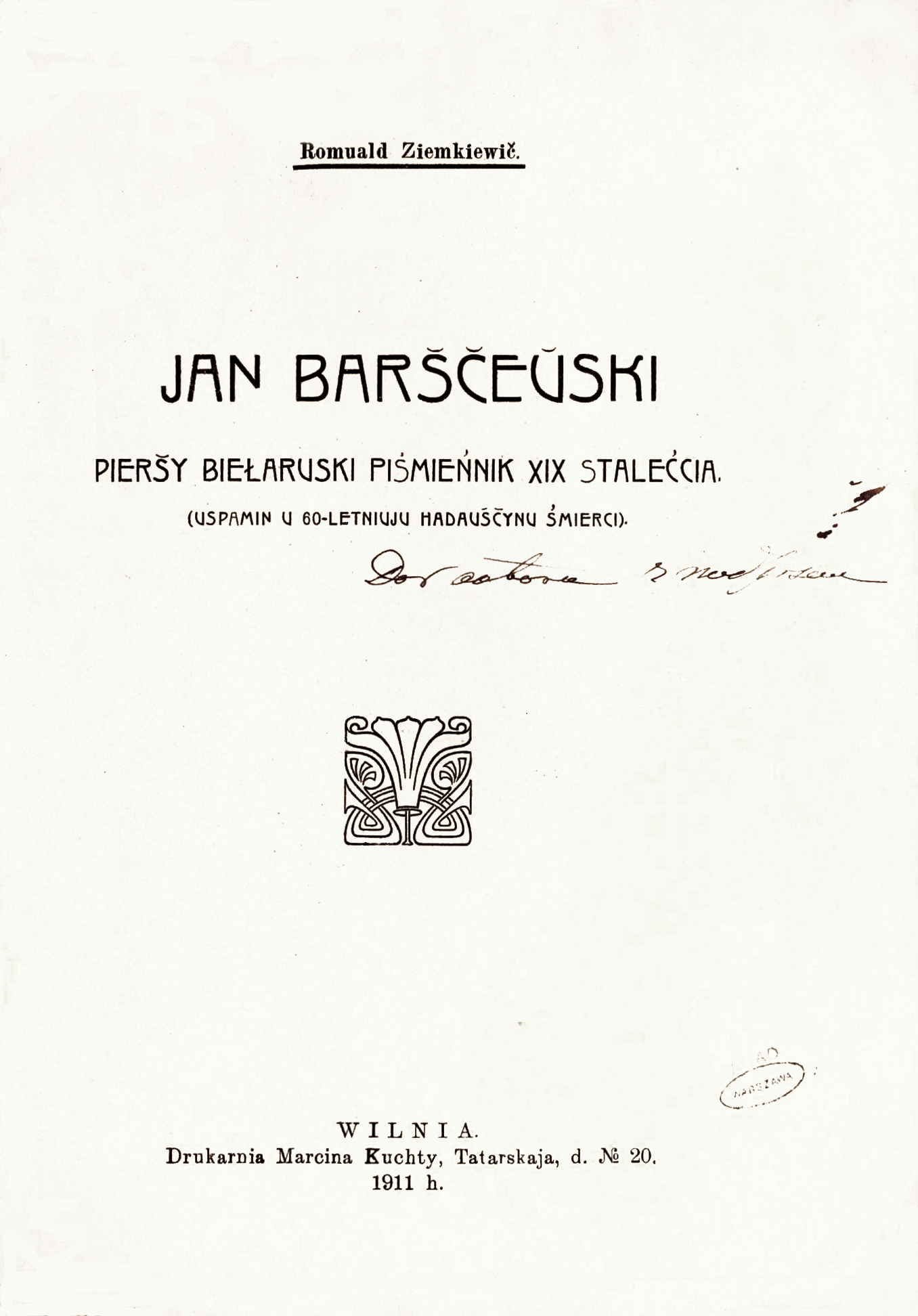
Carte scrisă în Łacinka, publicată la Vilnius în 1911

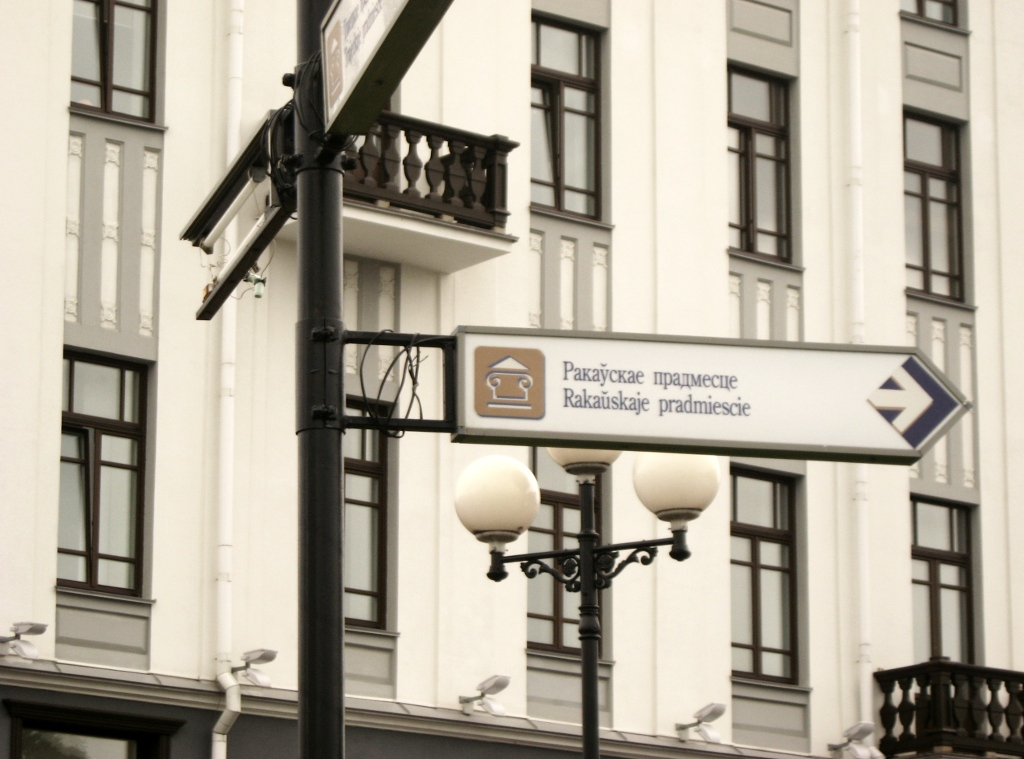
Indicator stradal în Minsk, Belarus, scris în belarusă atât cu caractere chirilice, cât și în Łacinka.

Łacinka (pronunțat /laˈt͡siŋka/, în scriere cu caractere chirilice, лацінка) este numele dat mai multor grafii latinești ale limbii belaruse. Mai este denumit și alfabetul latin belarus.

## Utilizare
Łacinka s-a utilizat ocazional în zona Belarusului în principal în secolul al XIX-lea și la începutul secolului al XX-lea. Limba belarusă s-a scris oficial doar în această scriere în perioada 1941–1944, în timpul ocupației naziste.
De atunci, el a mai fost utilizat ocazional în formă actuală de unii autori, și unele grupări, în săptămânalul Naša Niva, revista ARCHE, și o parte din presa belarusă din diaspora de pe Internet.
Alfabetul este similar celui sorab, și cuprinde anumite caractere din alfabetele ceh și polon.
| Łacinka | Chirilic | AFI     |
| ------- | -------- | ------- |
| A a     | А а      | /a/     |
| B b     | Б б      | /b/     |
| C c     | Ц ц      | /ts/    |
| Ć ć     | Ць ць*   | /tsʲ/   |
| Č č     | Ч ч      | /tʂ/    |
| D d     | Д д      | /d/     |
| DZ dz   | Дз дз    | /dz/    |
| DŹ dź   | Дзь дзь* | /dzʲ/   |
| DŽ dž   | Дж дж    | /dʐ/    |
| E e     | Э э      | /ɛ/     |
| F f     | Ф ф      | /f/     |
| G g     | (Ґ ґ)    | /ɡ ~ ɟ/ |

| Łacinka | Chirilic | AFI      |
| ------- | -------- | -------- |
| H h     | Г г      | /ɣ ~ ʝ/  |
| CH ch   | Х х      | /x ~ ç/  |
| I i     | І і*     | /i/, /ʲ/ |
| J j     | Й й, ь*  | /j/      |
| K k     | К к      | /k ~ c/  |
| L l     | Ль ль*   | /lʲ/     |
| Ł ł     | Л л      | /l/      |
| M m     | М м      | /m/      |
| N n     | Н н      | /n/      |
| Ń ń     | Нь нь*   | /nʲ/     |
| O o     | О о      | /ɔ/      |
| P p     | П п      | /p/      |

| Łacinka | Chirilic | AFI  |
| ------- | -------- | ---- |
| R r     | Р р      | /r/  |
| S s     | С с      | /s/  |
| Ś ś     | Сь сь*   | /sʲ/ |
| Š š     | Ш ш      | /ʂ/  |
| T t     | Т т      | /t/  |
| U u     | У у      | /u/  |
| Ǔ ǔ     | Ў ў      | /u̯/  |
| V v     | В в      | /v/  |
| Y y     | Ы ы      | /ɨ/  |
| Z z     | З з      | /z/  |
| Ź ź     | Зь зь*   | /zʲ/ |
| Ž ž     | Ж ж      | /ʐ/  |